# Try Honesty EP
Try Honesty to EP wydane przez kanadyjski zespół Billy Talent w 2001 roku

## Spis utworów
1. "Try Honesty"(Demo)
2. "This Is How It Goes"(Demo)
3. "Cut The Curtains"(Demo)
4. "Beach Balls"